# Ganache

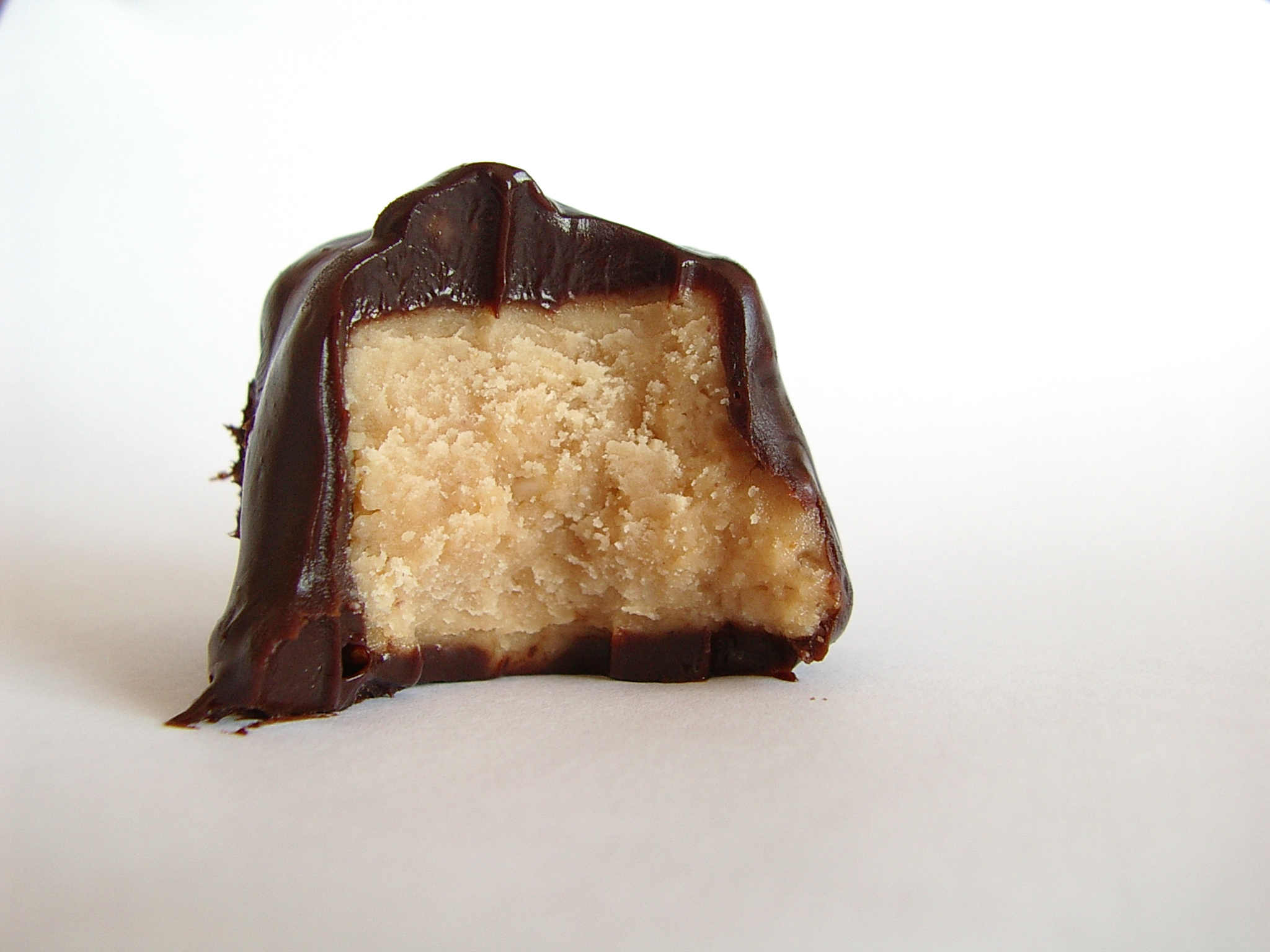
Dulce de azúcar de manteca de cacahuete recubierto de ganache.

El ganache (del francés ganache) es una preparación que se compone de nata (o crème fraîche) mezclada en caliente con chocolate en trozos a partes iguales. Se emplea en la elaboración de los recubrimientos de los bombones de chocolate, de las tartas y de las pastas de té, o como relleno, como en la tarta ópera. La ganache puede ser más o menos oscura, blanda o consistente, dependiendo de la proporción de chocolate y nata que se emplee en su elaboración. Se elabora también con chocolate blanco. Se puede aromatizar con vainilla, moka, ron o licores diversos.

## Origen del nombre
El nombre provendría de una equivocación cometida por un aprendiz pastelero, quien habría echado por error nata caliente en un chocolate, por lo que su maestro lo habría tratado de ganache, que significa tonto, incompetente, en francés. Lejos de quedar inutilizable, la crema se aprovechó con éxito y conservó el nombre del insulto.